# Охрана
 Тази статия е за българската милиция.  За руската Охранка, вижте Царска тайна полиция.  
„Охрана“ (на гръцки: Οχράνα) е общото название на въоръжено опълчение на българите в Егейска Македония, създадено по време на окупацията на Гърция през Втората световна война за защита от нападенията на гръцки колаборационистки паравоенни формирования и на части на комунистическата и националистическата гръцка съпротива. Организацията е известна и под имената Македонобългарски комитет при Оста (Βουλγαρο-Μακεδονικό Επαναστατικό Κομιτάτο παρά τω Άξονι), Централен българомакедонски комитет, Българомакедонски революционен комитет (на гръцки: Βουλγαρικο-Μακεδονικο Επαναστατικο Κομιτατο) или просто наричана Комитето от местното население.

## Причини за възникването на „Охрана“
След анексията на Егейска Македония от Гърция през 1913 година, гръцките правителства установяват в областта репресивен режим по отношение на българското население в нея, което предизвиква вълни на емиграция към България. След разгрома на гръцката армия в Гръцко-турската война пред Анкара от войските на Ататюрк, в Егейска Македония са заселени хиляди малоазийски и тракийски гръцки бежанци, които стават опора на властите в борбата им с българщината. Репресиите срещу местното българско население се засилват особено при режима на генерал Йоанис Метаксас.
Когато Гърция бързо е победена от немските войски през Втората световна война Западна Тракия и частта от Егейска Македония до Струма са предоставени за администриране от България, но по-голямата част от Егейска Македония остава под италианска и немска окупация и в подчинение на гръцката колаборационистка администрация. Въпреки това много от жителите на селата в Костурско и Леринско издигат български трибагреници, очаквайки българската войска да заеме Западна Македония. Първоначално италианските власти гледат благосклонно на българските претенции, но след това действат подобно на германците, като балансират интересите на местното население и гръцките власти.
В областта започват да действат колаборационистките паравоенни милиции на полковник Георгиос Пулос, мародерски милиции от гръцките бежански села, както и гръцките съпротивителни националистически и комунистически въоръжени чети на ЕЛАС в края на 1942 година, които нападат не само италианските и немски военни части, но и беззащитните български села. Според Спиридон Сфетас опитите на Иван Михайлов с помощта на Анте Павелич да убеди италианското ръководство в лицето на Бенито Мусолини и Галеацо Чано най-накрая дават резултат.
Италианските военно-окупационни части в Костурско са разположени само в град Костур, оставяйки селата беззащитни от нападенията на гръцките партизани, което принуждава местното население да поиска въоръжение за самозащита. Помощ е потърсена и от официалните български власти, но поради риск от политически усложнения между София и Рим тя е отказана.

## Формиране на четите в Югозападна Македония
В 1943 година Андон Калчев се свързва с италианския комендант на Костур лейтенант Джовани Равали и настоява за действия за защита на българското население от гръцките нападения. Тъй като италианците не са в състояние да спрат посегателствата, те се съгласяват да ги въоръжат. Установен е и контакт с началника на костурския гарнизон на Италианската армия (Двадесет и четвърта пехотна дивизия „Пинероло“) полковник Алдо Вениери, който обещава на местното селско и градско българско население отпускане на оръжие и униформи за самозащита. Първата въоръжена чета от италианците е тази на Михаил Ристовски от Черешница през февруари 1943 година.
На 5 март 1943 година в Костур официално е учредена организацията. В ръководството влизат Паскал Янакиев (председател), Пандо Макриев (подпредседател), Лука Диманов, Кузман Шестоваров, Никола Шестоваров, Кузман Киряков, Панталей Гавралов и Константин Попантонов. Същия ден първите въоръжени единици в съставени от местни българи поемат задълженията си по родните села. Главната цел на комитета е „предпазване на българските села от евентуално навлизане на гръцките части“ и получаване на „известни преимущества и права за българския елемент, който не признаваше и унищожаваше гръцкото управление“. На 12 март 1943 година в Костур пристига генерал Джузепе дел Джудиче със заповед на италианското командване и това на 3-ти Италиански армейски корпус за включване на редовните италиански части за подпомагане на българската самозащита. Костур става нов център на организацията „Охрана“. По-късно същата година италианските власти правят опити да влеят комитета към Батальоните за сигурност.

Позицията на българските военни власти в Битоля е, че българското население не трябва да се въвлича във въоръжената борба насила. Първоначално четите са въоръжени с гръцко трофейно оръжие, а след това с италианско. Италианските власти в лицето на Джовани Равали неколкократно искат българско участие във въоръжаването на четите, но неуспешно. За отличаване четниците носят нашивки с надпис „ИБК СИМ“ (Итало-български комитет „Свобода или смъртъ“). Комитетът излиза с официален мемоар и с писмо-позив до костурчани в България, в което се казва: 
| „ | Братята са здрави, за втори път въстават против тирана и се борят рамо до рамо със съюзниците. Поканват се всички костурчани, които се намират в свободна България, да ни помогнат морално и материално. Старите войводи и всички македонци нека да ни се притекат на помощ. Днес вече Костурско е наше. Трябват ни управители. Тичайте по-скоро, скоро... от последната борба за Македония. Днес с пушка на ръка, без войводи, всички сме на крак - орачи, скотовъдци, мъже, жени и деца. Нека нашият глас се чуе като гръм из цяла България... | “ |

## Дейност на „Охрана“
В организацията влизат много стари членове на Вътрешната македонска революционна организация, както и обикновени българи, желаещи да защитят своето имущество и човешко достойнство от атаките на гръцките паравоенни чети. В средата на април 1943 година числеността на селските чети е 598 мъже в Орово, Герман, Желево, Брезница, Кономлади, Добролища, Желегоже, Горенци, Радигоже и Хрупища. Отделно са организирани подвижни отряди от 52 души, разположени в Костур, Хрупища, Добролища, Четирок и Черешница. В добавка има въоръжени още около 500 селяни, с което общото число на отрядите е 1600 души. На 29 април 1943 година започва голямо италианско настъпление срещу партизаните. Чети на „Охрана“ под водачеството на Пандо Макриев и с придружаващи ги италиански части подпалват къщи в Радигоже и Нестрам и убиват местни гърци, докато чети под водачеството на Лука Диманов изгарят Котлари. На 1 май чети на ЕЛАС влизат в Нестрам, Чука, Радигоже, Котлари, Лудово, Старичани, опожаряват български къщи в отмъщение и избиват местни българи по подозрение в подкрепа за „Охрана“.
Създаването на български чети, които се утвърждават като органи на властта, се отразява положително на положението на местните българи. Те решават важни въпроси от управленчески, съдебен, стопански и полицейски характер, а в много села кметовете са заменени от български. В същото време полковник Алдо Вениери неколкократно изпраща с мисии за помиряване с партизаните костурския митрополит Никифор Папасидерис. Започва охлаждане на отношенията между окупационните италиански власти и местните българи, които тайно получават военни доставки от Царство България. В средата на юни 1943 година представителят на албанския „национален фронт“ Хасан Ефенди от Тирана се опитва да влезе във връзка с комитета за „обща дейност за независимост и автономия на Македония“. Междувременно италианските власти освобождават всички гърци от затвора, уличени в андартското движение и започват да арестуват за неподчинение отделни участници от Македонобългарския комитет.
Честите отвличания на мирни жители от страна на комунистическите партизани води до реципрочна тактика, при която дейци на „Охрана“ арестуват мирни жители, за които се знае, че имат роднини при еласистите. Към юли 1943 година, заради бездействието на италианските власти и заради настъплението на съюзниците в Южна Италия, участници в „Охраната“ започват да се разколебават и минават на страната на партизаните. Налага се реорганизиране на четите, но в началото на август „Охрана“ е пред разпад, заради започналото изтегляне на италианските части. През септември 1943 година след капитулацията на Италия регионът е окупиран от германски войски, които започват да подпомагат дейността на комитета чрез преводача Андон Калчев.
През август 1943 година в централния комитет на организацията са избрани Пандо Макриев, Паскал Калиманов, Васил Янакиев, а в контролната комисия: Паскал Янакиев, Кузо Киряков и Тодор Папучев. За началници (войводи) са определени по райони Иван Траяновски, с помощник Дине Сулев, за Блацкия център; Атанас Дуков, с помощник Васил Чаушев, за Загорицкия център; Иван Минов, с помощник Александър Панджаров, за Кономладския център; Лука Диманов, с помощник Васил Михайлов, за Хрупищкия център.

## Реорганизация на „Охрана“
През август 1943 година бившият ръководител на ВМРО Иван Михайлов пристига като неправителствено лице от Загреб в Германия и сондира мнението на немските специални служби за организирането на Македония като отделна автономна държава и за създаването на няколко батальона редовна войска, въоръжени от германските власти и под техен оперативен контрол. Такива разговори се водят и в София между представители на Централния комитет на ВМРО и германски високопоставени лица. Българското правителство също е известено. След разговори между Димитър Цилев и Георги Димчев с германски представители се пристъпва към формиране на доброволчески дружини във Воден и Лерин, като пристигат доброволци и от Битоля и Царство България.
През октомври 1943 година новите германски окупационни части неутрализират в известна степен набезите на четите на ЕЛАС, които освен в Костурско, настъпват в Кайлярско и Леринско. Заради честите партизански набези германското командване дава по-голяма свобода на действие на местните милиции от „Охрана“. Раздадено е наново оръжие на четите на „Охрана“, а за връзка с немското ръководство е определен капитанът от военната полиция Макс Рейсел. Към края на годината гръцката власт в Костурско е почти изцяло обезличена, гръцката жандармерия действа само в град Костур, като няма право да напуска града. Вместо нея за сигурността в околията се грижат четите на „Охрана“. Нападенията над костурските села от страна на ЕЛАС и СНОФ зачестяват в началото на 1944 година. По данни на главното командване на ЕЛАС от юни 1943 до 15 април 1944 година в сражения с нея „Охрана“ дава 288 убити, 175 ранени и 2 пленени. В началото на май нападенията на ЕЛАС зачестяват, а на 26 май е превзет дори град Костур след изтеглянето на малкия германски гарнизон и на местната чета. Общо при нападенията само през май са пленени над 50 комити. Германците набеждават Лука Диманов и Кузман Киряков за неуспеха и ги арестуват.
През март 1944 година германските части поискват създаването на защитни батальони във Воденско, Негушко, Кайлярско и Леринско. На срещи от 3 до 16 юни 1944 година на представители на бившата ВМРО в Битоля е решено да бъдат изпратени български офицери за командири и хора за връзка в тези места. Георги Димчев и Атанас Пашков от „Нова македонска борба“ формират батальон за самозащита във Воден от около 800 души от околните села, а също от районите на Енидже Вардар и Гуменджа. Четниците са под пряко германско военно началство и са разположени в главното училище във Воден, превърнато във временна казарма. Други два такива батальони са въоръжени от германците в Костурско и Леринско. Най-значимата акция на тези единици е тържественото отбелязване на годишнината от Илинденското въстание на 2 август 1944 година във Воден.

## Разпускане на „Охрана“
Непосредствено преди деветосептемврийския преврат през 1944 година, Иван Михайлов по предложение на Адолф Хитлер пристига през София в Скопие. Разбирайки, че съдбата на Македония отново е предрешена, той отказва да провъзгласи създаването на про-германска Независима република Македония с помощта на Охрана и структурите на бившето ВМРО. Целта му е да се избегнат безсмислените жертви, виждайки, че Германия и България губят войната. С изтеглянето на немците и българската войска от Беломорието и Македония и реокупирането им от гръцки и югославски части организацията „Охрана“ е разпусната, а дружините в Костурско, Воден и Екши су са разоръжени на 15-16 септември.
Участниците в „Охрана“, останали в следвоенна Гърция, са преследвани от властите. Специален съд се занимава с разглеждане на техни дела и отсъжда в отнемане на цялото им имущество. След края на 1944 година много членовете на Охрана се присъединяват към формирания от Македонската секция на Гръцката комунистическа партия „Славяномакедонски народоосвободителен фронт“ (СНОФ) и се включват във въоръжената борба на страната на Демократичната армия на Гърция в Гражданската война. След края на военните действия много от тях напускат родните краища към България, Югославия и другите социалистически страни и формират последната голяма емигрантска вълна от Егейска Македония.